# تامس آر. پیکرینگ
تامس ریو «تام» پیکرینگ (به انگلیسی: Thomas R.Pickering) (متولد ۵ نوامبر ۱۹۳۱) سفیر بازنشسته آمریکایی است. او در مناصب دیپلماتیک خود به عنوان سفیر ایالات متحده در سازمان ملل متحد ار ۱۹۸۹ تا ۱۹۹۲ خدمت کرده‌است.

## پیوند بیرون
- Thomas Reeve Pickering (1931 -) U.S. Department of State Office of the Historian
- Thomas R. Pickering at The American Academy of Diplomacy
- Charting the Future of U.S. -India Relations, June 2011 interview with Ambassador Thomas Pickering
- حضور در سی-سپن
- تامس آر. پیکرینگ در  چارلی رُز
- تامس آر. پیکرینگ در بانک اطلاعات اینترنتی فیلم‌ها (IMDb)
- آثار مربوط تامس آر. پیکرینگ در کتابخانه‌ها (کاتالوگ ورلدکت)
- «اخبار و تفاسیر موجود تامس آر. پیکرینگ». نیویورک تایمز.
- تامس آر. پیکرینگ at the Notable Names Database
- Video (with audio available) conversations with Pickering on Bloggingheads.tv
- Interview with Thomas R. Pickering in Spanish newspaper El País on 12 Juli 2009